# Parafia św. Antoniego w Kalnej
Parafia pod wezwaniem Świętego Antoniego w Kalnej – parafia rzymskokatolicka znajdująca się w Kalnej. Należy do dekanatu Łodygowice diecezji bielsko-żywieckiej. Erygowana w 2008.